# Hofgeismarer Straße 1 (Grebenstein)

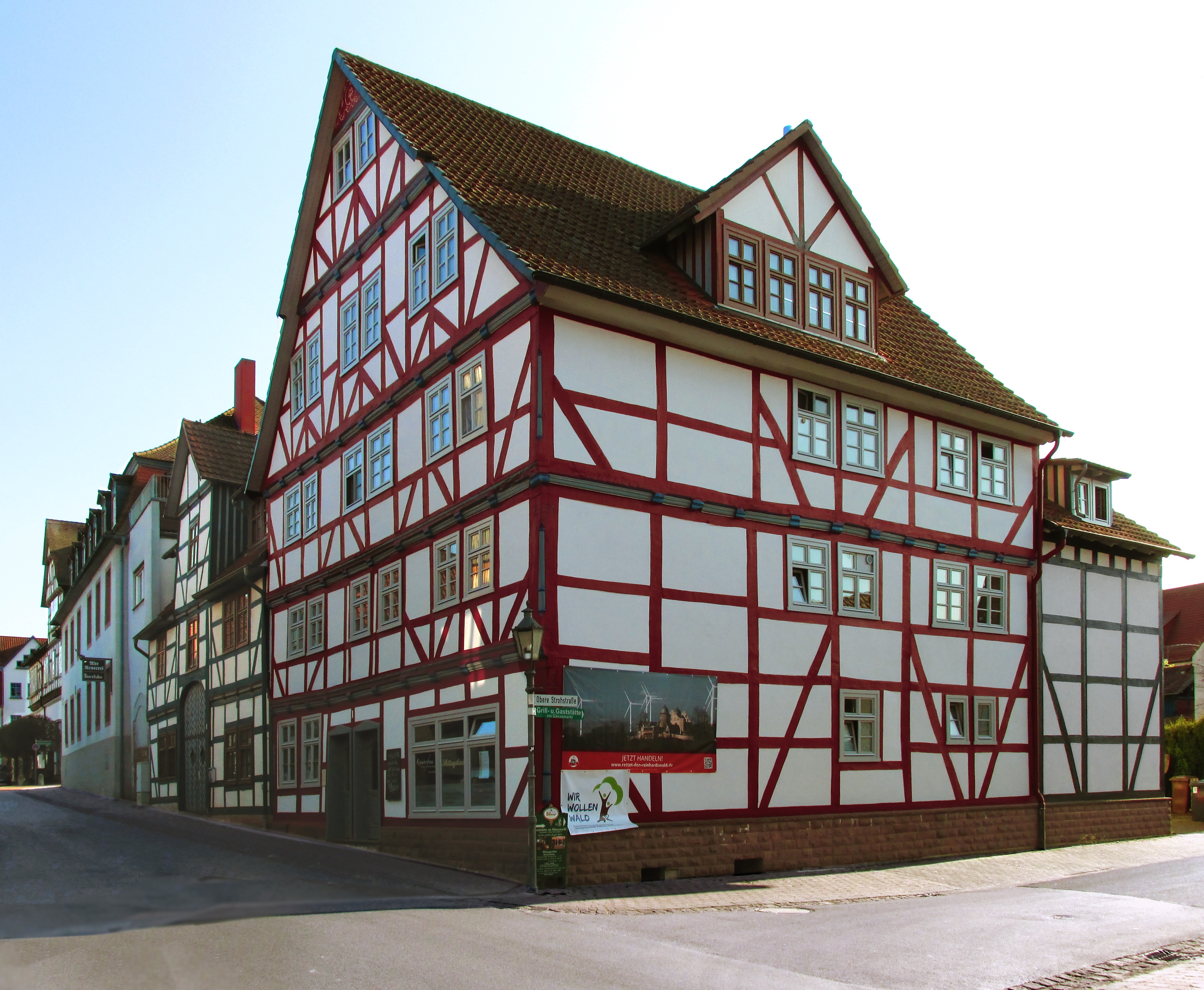
Gebäudegruppe Hofgeismarer Straße 1 in Grebenstein (Eckhaus und der Anbau links davon)

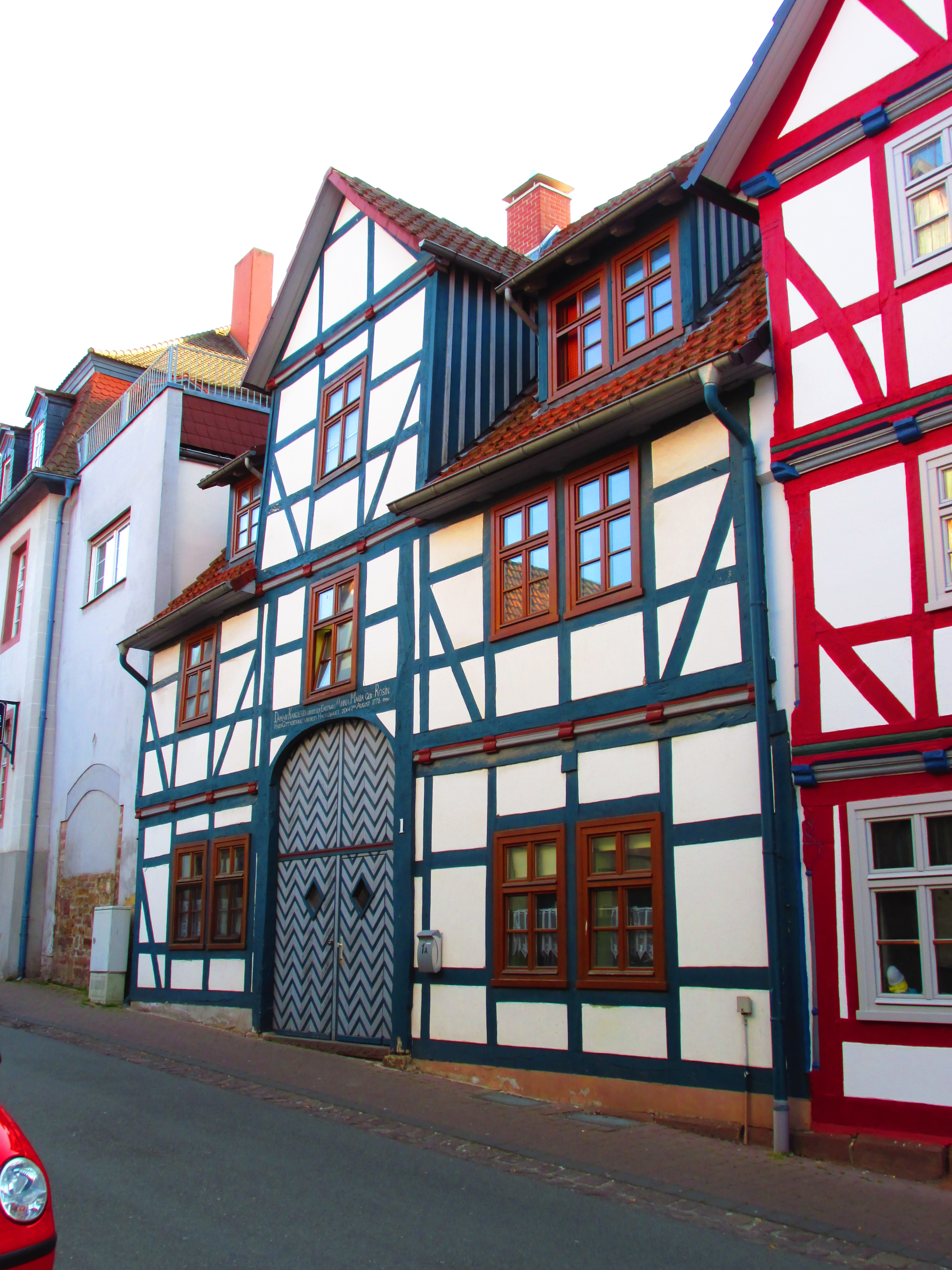
Querdielenhaus, linker Teil der Gebäudegruppe

Die Gebäudegruppe Hofgeismarer Straße 1 in Grebenstein, einer Stadt im Landkreis Kassel in Nordhessen, wurde im 18. Jahrhundert errichtet. Die Baugruppe an der Ecke zur Oberen Strohstraße ist ein geschütztes Kulturdenkmal.
Das dreigeschossige Fachwerkhaus hat einen zweigeschossigen Ständerunterbau und ein zweites Obergeschoss in Rähmfachwerk mit umlaufendem profiliertem Geschossüberstand. Das Erdgeschoss an der Giebelseite wurde teilweise erneuert. 
Das daran angebaute Querdielenhaus vom Ende des 18. Jahrhunderts hat einen leichten Geschossüberstand. Der segmentbogige Torrahmen und das Torblatt sind original erhalten. Im 19. Jahrhundert erfolgte der Zwerchhausaufbau mit Ladeluke, die bei der letzten Renovierung zu einem Fenster umgebaut wurde. Die Dachgauben links und rechts des Zwerchhauses sind ebenfalls neu hinzugefügt.